# نوویه آرگوانی
نوویه آرگوانی (به لاتین: Novoye Argvani) یک منطقهٔ مسکونی در روسیه است که در داغستان واقع شده‌است.